# Université Heinrich-Heine de Düsseldorf

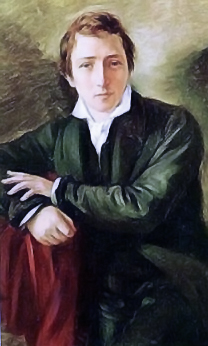
Heinrich Heine en 1831.

L'université Heinrich-Heine de Düsseldorf est une université allemande, située à Düsseldorf dans le Land de Rhénanie-du-Nord-Westphalie. Elle a été créée en 1965 afin de succéder à l'académie médicale de Düsseldorf fondée en 1905. Aujourd'hui, l'université compte près de 20 000 étudiants et 2 900 personnes travaillant au service des élèves.

## Histoire
Depuis l'année universitaire de 2005-2006, la faculté de droit l'université Heinrich-Heine de Düsseldorf, en coopération avec l'université de Cergy-Pontoise, offre annuellement une licence intégrée en droits français et allemand à quinze étudiants français et à quinze étudiants allemands. Ces études intégrées sont soutenus par les moyens financières attribuées par l'Université franco-allemande. Les étudiants desdites études sont diplômés de la licence mention droit et de son équivalent allemand, la Zwischenprüfung. Depuis l'année universitaire 2008-2009, les deux universités offrent aussi un master intégré en droits français et allemand (avec spécialisation en droits des affaires, du travail et social) dont les participants sont diplômés d'un master 2 mention droit de l'entreprise ainsi que de la Schwerpunktbereichsprüfung allemande. Ainsi, les diplômés, tant français qu'allemands, sont éligibles pour passer le premier examen étatique en droit allemand ainsi et (après avoir passé l'examen d'entrée qui se prépare dans les instituts d'études judiciaires) peuvent s'inscrire à l'École de formation de barreau.